# НД Мура 05
НД „Мура 05“ (на словенски Nogometno društvo Mura 05, Ногометно друщво Мура 05, кратка форма „Мура“) е футболен отбор от град Мурска Собота, Словения.
Клубът е основан през 2005 година след закриването на НК „Мура“, който по онова време играе в словенската Първа лига, която е и най-високото ниво на словенския клубен футбол. НД „Мура 05“ не е признат за официален наследник на НК „Мура“ и така статистиката за двата клуба е разделена.

## История
През сезон 2010/11 завършва на 4-то място във втория ешелон на словенския футбол. Но 3-те отбора завършили пред „Мура“ отказват своето участие в Първа лига заради финансови проблеми. Така сравнително неотдавна създаденият отбор се класира за словенската Първа лига. Целта им за сезон 2011/12 е да не изпаднат, но „Мура“ преизпълнява целите си и завършва на 3-то място в първенството и получава правото да играе в Лига Европа за сезон 2012/13.

## Успехи
- Първа лига
  - Трето място (1): 2012
- Трета лига
  - Шампион (1): 2006